# Majdouline Sbai
Majdouline Sbai (ur. 10 września 1977 w Roubaix) – francuska polityczka, posłanka do Parlamentu Europejskiego X kadencji.

## Życiorys
Absolwentka Institut d’études politiques de Lille oraz inżynierii środowiska na Université Nice-Sophia-Antipolis. Uzyskała magisterium w zakresie przedsiębiorczości i innowacji. W 2001 zaangażowała się w działalność polityczną w ramach Zielonych (przekształconych następnie w ugrupowanie Europe Écologie-Les Verts). W 2005 współtworzyła uniwersytet ludowy w Roubaix. W latach 2010–2015 pełniła funkcję wiceprzewodniczącej rady regionu Nord-Pas-de-Calais. W 2016 dołączyła do kierownictwa grupy Nordcréa (przekształconej w Fashion Green Hub), będącej proekologicznym zrzeszeniem firm branży tekstylnej. Autorka publikacji Une mode éthique est-elle possible? (2018) i Toujours moins cher… mais à quel prix? (2019).
W wyborach w 2024 z ramienia swojego ugrupowania uzyskała mandat posłanki do Europarlamentu X kadencji.